# Gonzalo Fonseca

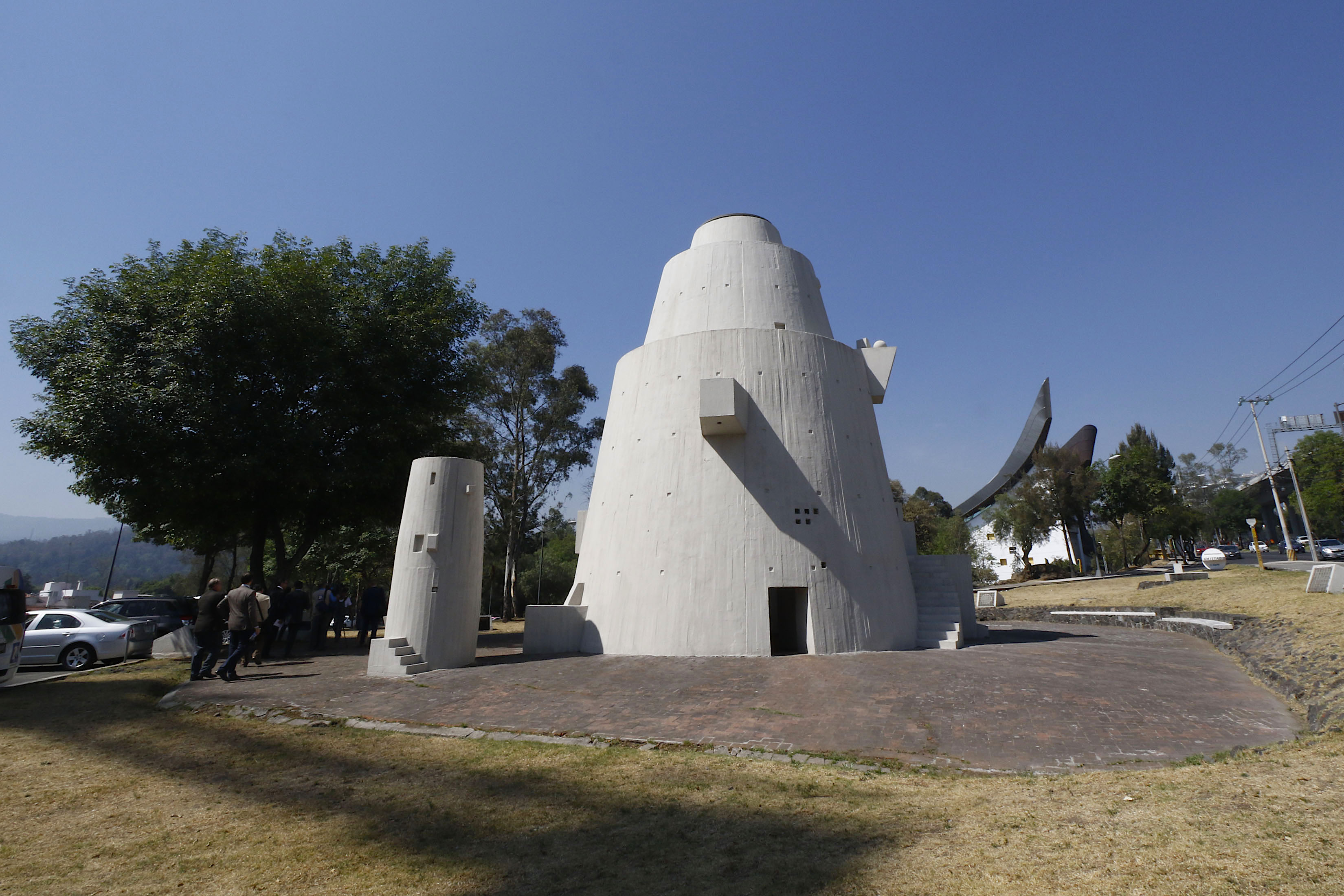
Torre de los Vientos, skulptur aus dem Jahr 1968 in Mexiko-Stadt.

Gonzalo Fonseca (* 2. Juli 1922 in Montevideo, Uruguay; † 11. Juni 1997 in Seravezza, Italien) war ein uruguayischer Bildhauer und Maler.

## Leben
Fonseca wurde als Sohn des Schriftstellers und Ingenieurs Rodolfo Fonseca in der uruguayischen Hauptstadt Montevideo geboren. Von 1942 und 1949 war er Schüler Joaquín Torres Garcías. Fonseca, der Reisen zu den präkolumbischen Ruinen Boliviens und Perus unternahm und auch archäologische Ausgrabungsstätten im Mittelmeerraum und dem Mittleren Osten als Inspirationsquelle besuchte, arbeitete unter anderem in Syrien mit Lancaster Harding zusammen. Zudem studierte er Architektur. Fonseca verließ Uruguay und lebte anschließend zunächst bis 1952 in Paris und ließ sich 1956 in New York City in den USA nieder. Ende der 1950er Jahre erhielt er ein Guggenheim-Stipendium und lebte nach einem Umzug nach Manhattan in der Folgezeit abwechselnd in den USA und Italien, wo er ein Studio nahe der Stadt Carrara besaß. Für die Olympischen Spiele 1968 schuf der den rund zwölf Meter hohen Beton-Turm Torre de los Vientos. Bei der Biennale di Venezia 1990 repräsentierte er sein Heimatland Uruguay.
Gemeinsam mit seiner Frau Elizabeth Fonseca (geb. Kaplan), die er Mitte der 1950er Jahre heiratete und von der er nach rund zwei Jahrzehnten geschieden wurde, hatte er vier Kinder, die Maler Caio Fonseca, Bruno Fonseca (1958–1994), die Schriftstellerin Isabel Fonseca Amis, sowie die Designerin Quina Fonseca Marvel.

## Wichtigste Einzelausstellungen
- 1952: Gonzalo Fonseca Paintings, Studio Claudio Matinenghi, Rom
- 1953: Gonzalo Fonseca Ceramica, Gallery San Marco, Rom
- 1962: Gonzalo Fonseca, Selected works:, The Portland Museum, Oregon
- 1970: Gonzalo Fonseca, Recent Works, The Jewish Museum, New York
- 1974: Gonzalo Fonseca, Galería Conkright, Caracas, Venezuela
- 1976: Gonzalo Fonseca, Galería Adler / Castillo, Caracas, Venezuela
- 1977: Sculturi di Gonzalo Fonseca, Galería del Naviglio, Mailand
- 1978: Fonseca, Fiera di Bologna, Italien
- 1986: Gonzalo Fonseca: Sculpture, Arnold Herstand, New York
- 1988: Gonzalo Fonseca: Sculpture & Drawings, Arnold Herstand, New York
- 1989: Fonseca, Sculpture & Drawings, The Arts Club of Chicago, Illinois
- 1990: Biennale di Venezia, als Repräsentant Uruguays, Italien
- 1991: Gonzalo Fonseca: Sabbakhin Sculpture, Arnold Herstand, New York
- 1994: Mundos de Gonzalo Fonseca, Museo de Bellas Artes, Caracas, Venezuela